# Żywaczów
Żywaczów (ukr. Живачів, Żywacziw) – wieś na Ukrainie, w rejonie tłumackim obwodu iwanofrankiwskiego. Leży na obszarze Pokucia.

## Ludzie urodzeni we wsi
- 28 stycznia 1859 w Żywaczowie urodził się Leopold Szyjkowski - polski doktor medycyny, generał brygady Wojska Polskiego.
- 25 lipca 1864 w Żywaczowie urodził się Józef Teodorowicz – arcybiskup lwowski Kościoła katolickiego obrządku ormiańskiego, teolog, polityk, poseł na Sejm Ustawodawczy, a następnie senator I kadencji w II Rzeczypospolitej.
- 14 stycznia 1896 w Żywaczowie urodził się Iwan Słeziuk – biskup koadiutor Kościoła katolickiego obrządku bizantyjsko-ukraińskiego w Stanisławowie, błogosławiony Kościoła katolickiego.